# Lenny Von Dohlen
Lenny Von Dohlen (* 22. Dezember 1958 in Augusta, Georgia; † 5. Juli 2022 in Los Angeles, Kalifornien) war ein US-amerikanischer Schauspieler.

## Leben
Von Dohlen besuchte die University of Texas in Austin und studierte danach Schauspiel am Michael Chekhov Studio in New York City. Er begann seine Karriere 1977 am Theater und spielte unter anderem in Denver als Romeo in einer Produktion von Romeo und Julia. 1981 hatte er eine kleine Nebenrolle im Emmy-ausgezeichneten Fernsehfilm Tod auf dem Campus, zwei Jahre später spielte er neben Robert Duvall und Tess Harper im mit zwei Oscars ausgezeichneten Filmdrama Comeback der Liebe. Daraufhin erhielt er 1984 seine erste Hauptrolle. Die Filmkomödie Electric Dreams von Steve Barron mit Musik von Giorgio Moroder und Jeff Lynne floppte jedoch an den Kinokassen. 1986 spielte er die Titelrolle im Filmdrama Billy Galvin neben Karl Malden und Joyce Van Patten und 1988 war er neben Sylvia Kristel im Horrorfilm Draculas Witwe zu sehen.
1990 stellte er in David Lynchs Mysteryserie Twin Peaks die Rolle des an Agoraphobie leidenden Gärtners Harold Smith dar, die er 1992 im auf der Serie basierenden Spielfilm Twin Peaks – Der Film wiederholte. Im selben Jahr war er in einer Nebenrolle im Thriller Jennifer 8 mit Uma Thurman zu sehen. Eine weitere Hauptrolle hatte er 1996 im Thriller Umsonst ist nur der Tod neben James Remar, im Jahr darauf spielte er einen der Bösewichte in der Komödie Wieder allein zu Haus. Ab den 1990er Jahren war Von Dohlen vermehrt in Fernsehproduktionen zu sehen, er hatte Gastrollen in Fernsehserien wie Walker, Texas Ranger, Picket Fences – Tatort Gartenzaun und Chicago Hope – Endstation Hoffnung; zwischen 1999 und 2000 spielte er die wiederkehrende Rolle des Mr. Cox in der Serie Pretender. In den 2010er-Jahren spielte Van Dohlen vor allem in Independentfilmen.
Von Dohlen starb im Juli 2022 mit 63 Jahren nach längerer Krankheit. Er war geschieden und hatte eine Tochter, sein Lebensgefährte bis zu seinem Tod war der Dramatiker James Still (* 1959).

## Filmografie (Auswahl)
- 1981: Tod auf dem Campus (Kent State, Fernsehfilm)
- 1983: Comeback der Liebe (Tender Mercies)
- 1983: Sessions – Modell bei Tag und Nacht (Sessions, Fernsehfilm)
- 1984: Electric Dreams
- 1984: Miami Vice (Fernsehserie, Folge 1x10)
- 1986: Billy Galvin – Ein Mann geht seinen Weg (Billy Galvin)
- 1986: Der Equalizer (The Equalizer, Fernsehserie, Folge 2x05)
- 1988: Draculas Witwe (Dracula’s Widow)
- 1989: The Young Riders (Fernsehserie, Folge 1x10)
- 1990: Twin Peaks (Fernsehserie, 4 Folgen)
- 1991: Flash – Der Rote Blitz (The Flash, Fernsehserie, Folge 1x17)
- 1992: Red Dwarf (Fernsehserie, Folge 5x06)
- 1992: Auf und davon (Leaving Normal)
- 1992: Twin Peaks – Der Film (Twin Peaks: Fire Walk with Me)
- 1992: Blind Vision – Tödliche Leidenschaft (Blind Vision)
- 1992: Night Eyes – Blicke in den Abgrund (Eyes of the Beholder)
- 1992: Jennifer 8
- 1994: Tollbooth
- 1996: Umsonst ist nur der Tod (One Good Turn)
- 1996: Picket Fences – Tatort Gartenzaun (Picket Fences, Fernsehserie, Folge 4x17)
- 1996: Walker, Texas Ranger (Fernsehserie, Folge 4x26)
- 1996: Angst vor Gefühlen (Entertaining Angels: The Dorothy Day Story)
- 1997: Wieder allein zu Haus (Home Alone 3)
- 1999: Chicago Hope – Endstation Hoffnung (Chicago Hope, Fernsehserie, Folge 5x17)
- 1999–2000: Pretender (The Pretender, Fernsehserie, 5 Folgen)
- 2000: Die glorreichen Sieben (The Magnificent Seven, Fernsehserie, Folge 2x09)
- 2001: Breathing Hard
- 2002: CSI: Miami (Fernsehserie, Folge 1x10 Der Tote am Baum)
- 2007: Teeth – Wer zuletzt beißt, beißt am besten (Teeth)
- 2007: Ghost Whisperer – Stimmen aus dem Jenseits (Ghost Whisperer, Fernsehserie, Folge 2x18 Der Poltergeist)
- 2008: Beautiful Loser
- 2009: Criminal Minds (Fernsehserie, Folge 5x07 Die Musik des Blutes)
- 2010: Downstream – Endzeit 2013 (Downstream)
- 2010: Psych (Fernsehserie, Folge 5x12 Das Geheimnis von Dual Spires)
- 2012: White Camellias
- 2015: Broken Horses
- 2017: The Orville (Fernsehserie, Folge 1x12 Gotteskult)
- 2017: Just Within Reach
- 2020: For the Weekend
- 2022: Creator (Kurzfilm)